# Shuttle-C
Shuttle-C – powstały w latach 80. projekt ciężkiej rakiety nośnej bazującej na konstrukcji wahadłowców. Rakieta ta miała stanowić uzupełnienie do programu Space Transportation System, jednak w 1995 projekt anulowano.

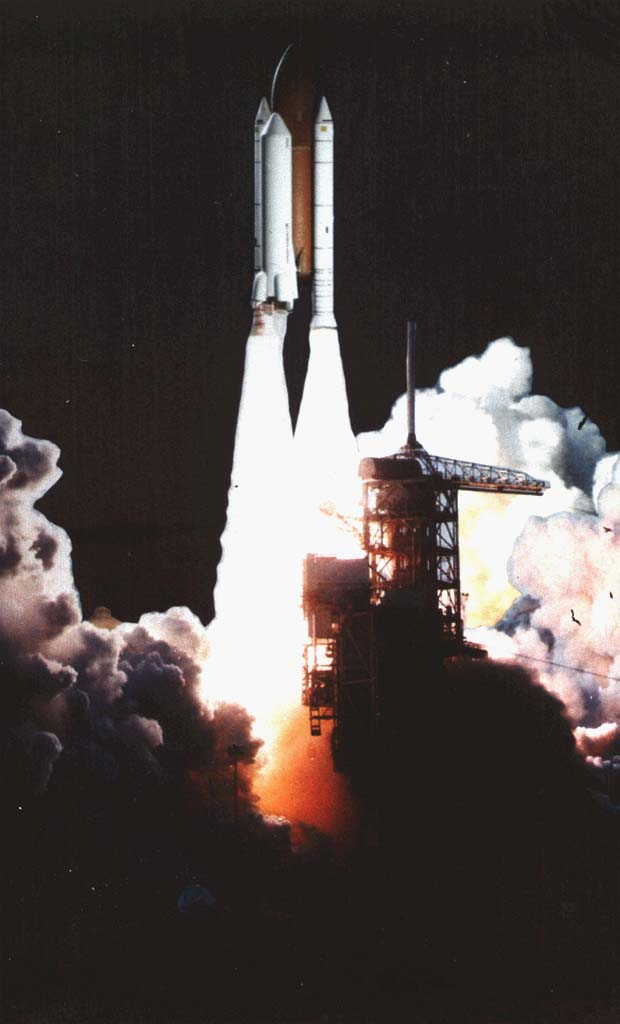
Artystyczna wizja startu rakiety Shuttle-C

## Konstrukcja
Shuttle-C miała kształt kontenera wyposażonego w silniki rakietowe oraz dysze orientacyjne, zamontowanego na zbiorniku zewnętrznym z podczepionymi dodatkowymi rakietami na paliwo stałe (stąd literka C w nazwie).
Komponenty rakiety Shuttle-C zapożyczone od promów kosmicznych:
- 2 dopalacze zasilane paliwem stałym
- zbiornik zewnętrzny promu kosmicznego
- 3 silniki SSME, 2 silniki OMS i zestaw dysz systemu sterowania reakcyjnego

Shuttle-C miała służyć do wynoszenia satelitów zarówno wojskowych, jak i komunikacyjnych, a także jako dodatek do misji wahadłowców. Były też plany by użyć Shuttle-C do załogowej wyprawy na Marsa (załoga miała być dostarczona przez prom), jednak zrezygnowano z tej koncepcji.

## Po anulowaniu
W roku 2005 powstała koncepcja opracowania nowej rakiety bazującej zarówno na Shuttle-C, jak i promach kosmicznych pod nazwą Shuttle-Derived Launch Vehicle. W 2006 powstał projekt tej rakiety (dziś znanej jako Ares V), jednak pomysłu tego nie zrealizowano. Domniemanym następcą Shuttle-C ma być Space Launch System, jednak z wyglądu bardziej niż prom kosmiczny przypomina on rakietę Saturn V z rakietami dodatkowymi na paliwo stałe.